# Monte Sanavirón
Der Monte Sanavirón (spanisch) ist ein isolierter Berg im westantarktischen Queen Elizabeth Land. Er ragt in der Forrestal Range der Pensacola Mountains auf. 
Argentinische Wissenschaftler benannten ihn. Namensgeber ist der Schlepper Sanavirón, der ab 1948 bei zahlreichen argentinischen Forschungsfahrten in die Antarktis im Einsatz war.